# Объединение совладельцев многоквартирного дома
Объединение совладельцев многоквартирного дома (ОСМД; укр. об'єднання співвласників багатоквартирного будинку (ОСББ)) — юридическое лицо, созданное для представления общих интересов совладельцев. Это неприбыльная организация, созданная владельцами квартир и/или нежилых помещений многоквартирного дома для совместного использования, содержания и управления своим домом и придомовой территорией.
Согласно нормам Закона Украины № 417-VIII «Об особенностях осуществления права собственности в многоквартирном доме», ОСМД является одной из форм управления многоквартирным домом. Создание и деятельность ОСМД регулируются нормами Закона Украины «Об объединении совладельцев многоквартирного дома».
После создания, ОСМД становится собственником неделимого совместного имущества — вспомогательных и общих помещений, придомовой территории (если была выделена), крыш, чердаков, подвалов и т. п. ОСМД имеет все права юридического лица, в том числе по заключению хозяйственных договоров. Но законодательно установлены ограничения — запрещено производить раздел или вычленение отдельных частей совместного имущества, принадлежащего ОСМД, совладельцы не могут получать дивиденды или иные выплаты за счёт средства объединения. Режим использования совместного имущества, в том числе сдача его в аренду, должны разработать и утвердить на собрании совладельцев. Также собрание жильцов решает, кто будет обслуживать дом, каковы будут взносы на его содержание (квартплата), как тратить средства — ремонтировать, модернизировать, изменять.
ОСМД осуществляет управленческие функции и не становится собственником дома в целом — совладельцами дома остаются владельцы квартир и нежилых помещений.

## Создание ОСМД
С 1 июля 2016 вступил в силу закон № 417-VIII «Об особенностях осуществления права собственности в многоквартирном доме», согласно которому, если совладельцы многоквартирного дома не создадут объединения совладельцев и не примут решение об иной форме управления многоквартирным домом, для управления таким домом на конкурсной основе будет назначаться управляющая компания.
ОСМД может быть создано только собственниками квартир и нежилых помещений в многоквартирном доме (многоквартирных домах). В одном многоквартирном доме может быть создано только одно объединение. Одно ОСМД может объединять два и более многоквартирных дома, объединенных общей придомовой территорией, элементами благоустройства, оборудованием, инженерной инфраструктурой. В новостройках ОСМД могут создаваться после государственной регистрации права собственности на более чем половину квартир и нежилых помещений в таком доме.
Решение о создании ОСМД считается принятым, если за него проголосовало более половины общего количества всех совладельцев дома. Последующие решения ОСМД, в том числе о размере оплаты за коммунальные услуги, распространяются на всех без исключения совладельцев дома, даже если они не стали членом ОСМД.

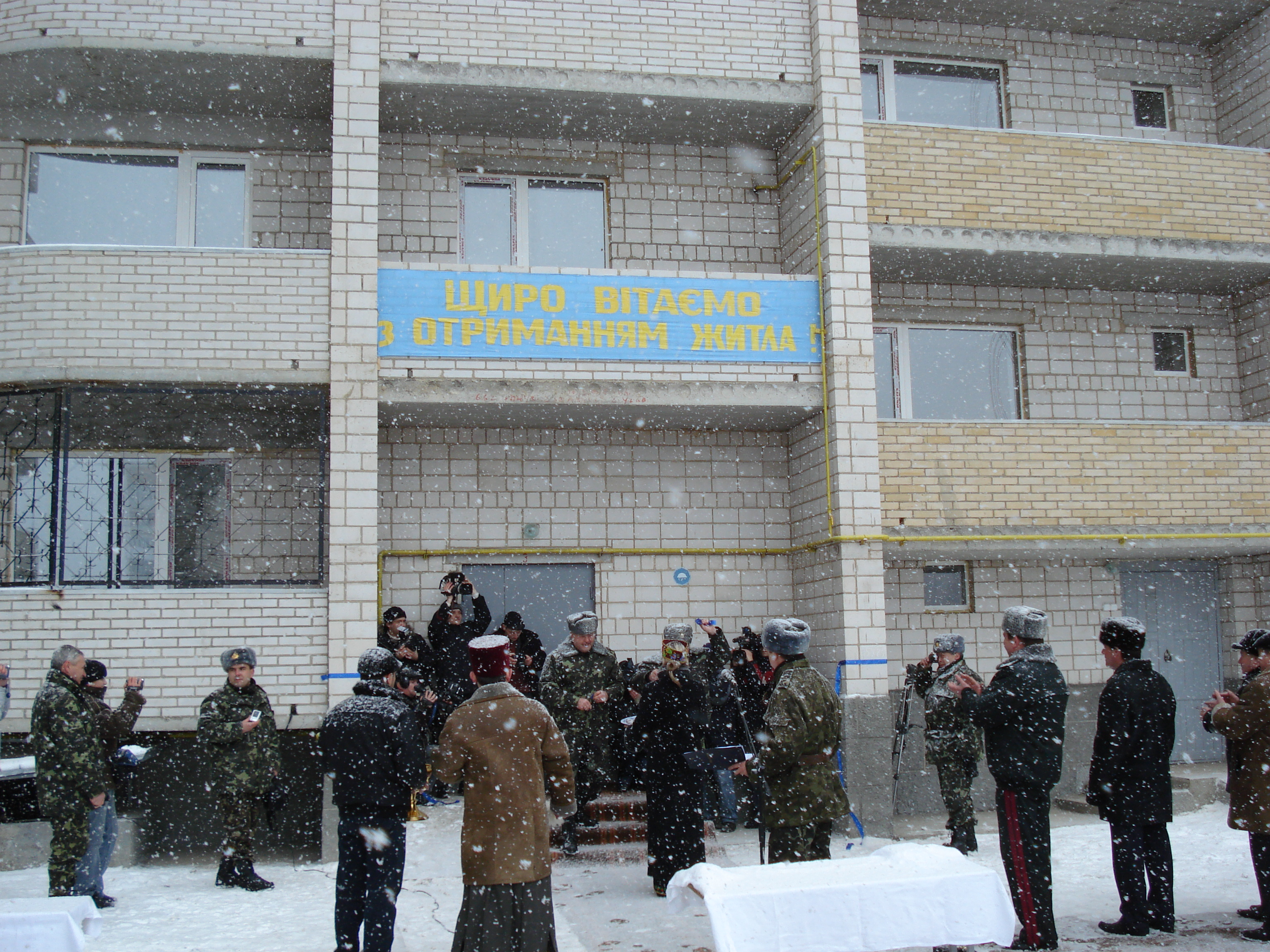

## Передача имущества
После государственной регистрации ОСМД в течение 3-х месяцев (на основании части 18 статьи 6 Закона Украины «Об объединении совладельцев многоквартирного дома») предыдущий балансодержатель обязан передать объединению на обслуживание сам многоквартирный дом, а также договора, техническую документацию на сам дом и коммуникации.
В случае отсутствия документации, предыдущий балансодержатель многоквартирного дома или лицо, осуществлявшее управления многоквартирным домом, в течение полугода со дня государственной регистрации объединения восстанавливает её за свой счёт. В случае, если бывший балансодержатель уклоняется от выполнения своих обязанностей и отказывается выполнить действия, направленые на передачу дома и документации, Объединение обращается в Хозяйственный суд с требованием осуществить необходимые действия.
ОСМД должно самостоятельно заключить договоры на электроснабжение (необходимое для деятельности Объединения и для освещения помещений общего пользования, придомовой территории, подъездов и др.), вывоз мусора, уборку помещений общего пользования, придомовой территории подъездов и др.
Основным финансовым документом в ОСМД является смета, которая составляется на год и принимается на ежегодном общем собрании большинством членов ОСМД.

## Статистика
- На территории Украины насчитывается около 27,5 тыс. ОСМД[1]
- По состоянию на июль 2017 года в г. Киеве насчитывается 2 тыс. ОСМД[2]